# Vera Tiesler
Vera Ingrid Gudrun Janine Tiesler (Frankfurt, 2 de septiembre de 1965) es una catedrática de la Universidad Autónoma de Yucatán, académica e investigadora de origen alemán, radicada en México. Es especialista en antropología esquelética, particularmente en estudios de la Cultura Maya, actual y ancestral. Es miembro del Sistema Nacional de Investigadores nivel III. Entre sus investigaciones más significativas están el haber realizado estudios bio arqueológicos a los restos de la llamada Reina Roja de Palenque y sus investigaciones sobre las modificaciones cefálicas de los antiguos Mayas. 

## Trayectoria académica
Nacida en Frankurt, Alemania. Creció y cursó los primeros años de educación en dicho país. Migró a Estados Unidos para estudiar la licenciatura en historia del arte en la Universidad de Tulane en Nueva Orleans, Luisiana. Completó el grado en un año, graduándose con honores a los 19 años de edad en 1985. 
Después de su licenciatura, pasó dos semanas en México antes de regresar a Alemania para comenzar la escuela de medicina. Mientras estaba en México, se enamoró de un joven médico y entusiasta de la arqueología con quien recorrió las ruinas de Teotihuacán y la región maya en México. Regresó a Alemania para estudiar medicina y posteriormente regresar a México para casarse. Sin embargo su prometido falleció inesperadamente en 1987. Ella cumplió la promesa de regresar a México y se inscribió en el Instituto Politécnico Nacional en la Ciudad de México para completar su título de médico. Posteriormente, en 1999 obtuvo el doctorado en antropología, bajo la supervisión de Manuel Gándara, de la Universidad Autónoma de México (UNAM). 
Desde el año 2000 es Profesora Investigadora en la Facultad de Ciencias Antropológicas de la Universidad Autónoma de Yucatán, Mérida, México. Coordina el Laboratorio de Bioarqueología donde se dedica a estudiar esqueletos antiguos. 

## Investigaciones bio-arqueológicas
Ha sido parte de múltiples expediciones arqueológicas, incluido el examen de 1999-2006 de K'inich Janaab 'Pakal de Palenque y su compañera, la Reina Roja. Así como la excavación de la tumba de Ukit Kan Le'k Tok, gobernante de Ek 'Balam. 
Estudió 27 esqueletos en un cementerio en La Isabela, la primera ciudad en América fundada por Cristóbal Colón en su segundo viaje. Con el análisis de los esqueletos descubrió que el escorbuto jugó un papel importante en el colapso y abandono de La Isabela en cuatro años. 
Dirigió una excavación en la ciudad portuaria mexicana de Campeche. Su investigación involucró el análisis de isótopos de estroncio en los dientes de restos esqueléticos e identificaron lo que podrían ser los primeros individuos de la diáspora africana en las Américas. 

## Producción científica
Ha publicado cerca de 200 artículos científicos en revistas indexadas y su trabajo ha sido citado más de 4000 veces. Su laboratorio ha compilado una base de datos de 12,000 entierros, donde su equipo ha trabajado directamente en al menos 6,000 de ellos. Entre sus publicaciones más destacadas se encuentran: 
- Andrea Cucina y Vera Tiesler . Caries dental y pérdida de dientes antemortem en el área norte de Petén, México: una perspectiva biocultural sobre las diferencias de estatus social entre los mayas del Clásico. Revista estadounidense de antropología física . 2003.
- T Douglas Price, Vera Tiesler y James H Burton. Diáspora africana temprana en Campeche colonial, México: evidencia isotópica de estroncio. Revista estadounidense de antropología física . 2006.
- T Douglas Price, James H Burton, Paul D Fullagar, Lori E Wright, Jane E Buikstra y Vera Tiesler . Isótopos de estroncio y el estudio de la movilidad humana en la antigua Mesoamérica. Antigüedad latinoamericana . 2008.
- Vera Tiesler. La bioarqueología de las modificaciones craneales artificiales: nuevos enfoques para dar forma a la cabeza y sus significados en la Mesoamérica precolombina y más allá. Springer Science & Business Media . 2013.

Ha publicado cinco libros donde los más destacados son: 
- Vera Tiesler y Andrea Cucina. Janaab 'Pakal de Palenque. Prensa de la Universidad de Arizona. 2006. ISBN  9780816525102.
- Vera Tiesler, Andrea Cucina, Travis W. Stanton y David A. Freidel. Before Kukulkán: Bioarchaeology of Maya Life, Death, and Identity at Classic Period Yaxuná. Prensa de la Universidad de Arizona. 2017.
- Vera Tiesler y María Cecilia Lozada. Social Skins of the Head: Body Beliefs and Ritual in Ancient Mesoamerica and the Andes. Prensa de la Universidad de Nuevo México. 2018.